# Міралай (військове звання)
Міралай або Мір-і алай (Жандармерія: Алайбеї) — військове звання Османської армії та флоту. Сучасний турецький еквівалент — Албай, що означає полковник. «Міралай» — складне слово, що складається з Мір (командир) та Алай (полк).
«Міралай» відповідав полковнику в Османській армії та турецькій армії до 1935 року. Він був молодшим за звання Мірліва (бригадний генерал) і старшим за звання Каймакам (підполковник). На комірному знаку (пізніше погоні) та фуражці (до 1933 року) «Міралая» було дві смужки та три зірки в перші роки Турецької Республіки.
Звання «Міралай» було перейменовано на «Албай» у 1935 році в рамках «тюркізації» назв звань.

## Галерея
|                                 |
| Погон мірілая в 1933-1935 роках |

|                                 |
| Погон мірілая в 1909-1922 роках |

|                                 |
| Погон мірілая в 1876-1909 роках |

|                                 |
| Погон мірілая в 1856-1876 роках |